# イェルーン・フーヴェン
イェルーン・フーヴェン（ハウエン、Jeroen Houwen、1996年2月18日 - ）は、オランダ・リンブルフ州フェンラーイ出身のサッカー選手。RKCヴァールヴァイク所属。ポジションはGK。

## クラブ経歴
2012年にフィテッセの下部組織に加入するとすぐさまレギュラーの座を掴み、2016年にヨング・フィテッセに昇格した。2017年9月19日、エールディヴィジのFCフローニンゲン戦でトップチームデビューを果たした。
2018年8月27日、エールステ・ディヴィジのテルスターにハーフシーズンのレンタルで移籍した。
2020年1月31日、ゴー・アヘッド・イーグルスに2019-20シーズン終了までレンタルされた。